# Zygmunt Ertel

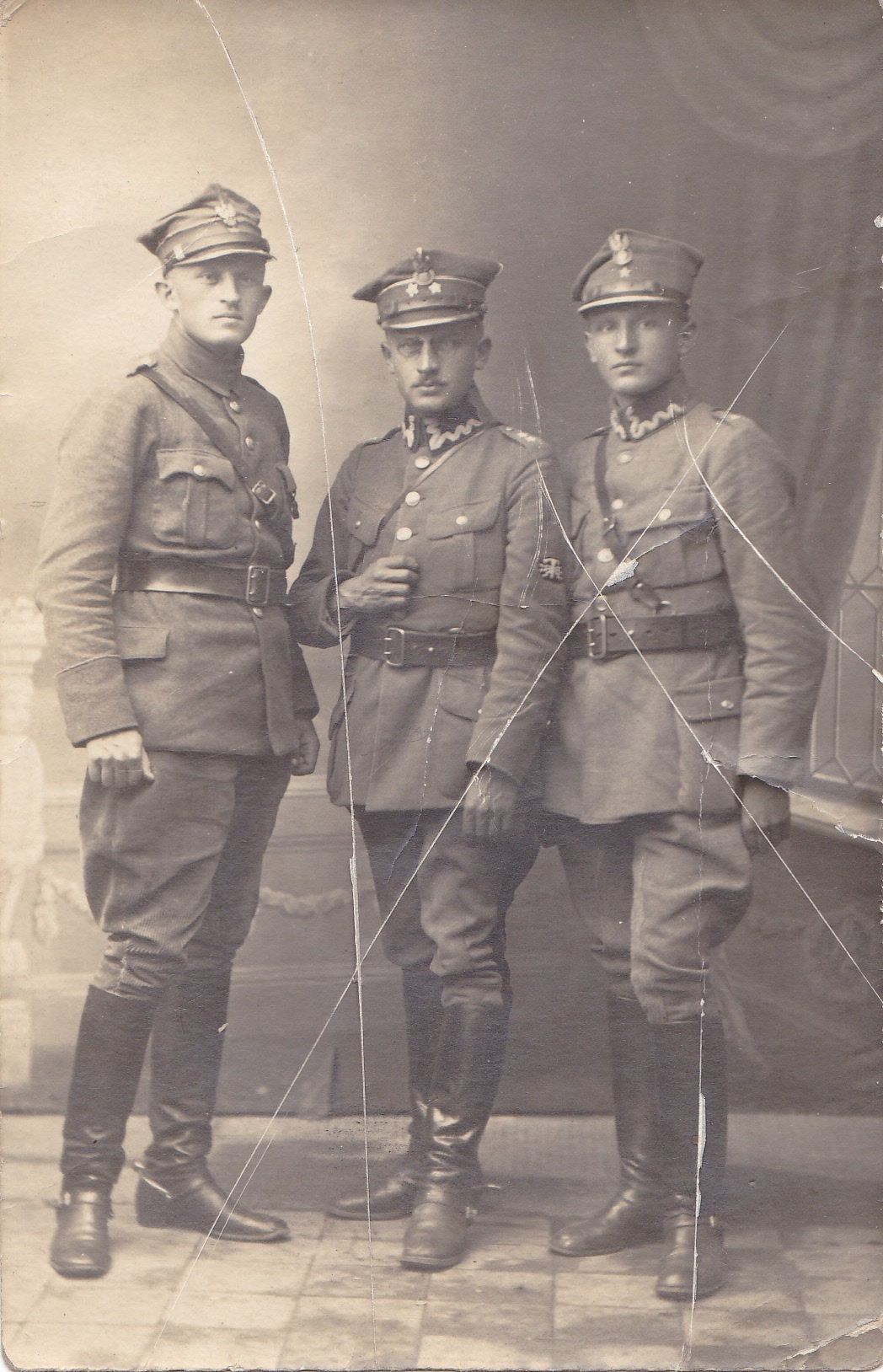
Bracia Tadeusz, Zygmunt i Sylwester Ertelowie (1921)

Zygmunt Ertel (ur. 25 lutego 1890 w Pieruszycach, zm. 1940 w ZSRR) – podpułkownik łączności Wojska Polskiego, działacz niepodległościowy, kawaler Orderu Virtuti Militari, ofiara zbrodni katyńskiej.

## Życiorys
Urodził się 25 lutego 1890 w Pieruszycach, w rodzinie Stanisława, nauczyciela, i Anieli z Hoffmannów. Jego rodzeństwem byli: Tadeusz Jan (1892–1977), kapitan rezerwy artylerii Wojska Polskiego, Sylwester Mieczysław (1894–1979), porucznik piechoty Wojska Polskiego oraz Antonia Zofia (ur. 1887), Maria, Rajmund Jakub (1904–1989), Maria Wiktoria (1906–1995) i Irena. Ukończył Gimnazjum Męskie w Ostrowie Wielkopolskim.
W czasie I wojny światowej był żołnierzem telegrafistą Armii Cesarstwa Niemieckiego. U schyłku wojny jako zdemobilizowany żołnierz tej armii, decyzją Naczelnej Rady Ludowej został awansowany do stopnia podporucznika. Na przełomie 1918/1919 uczestniczył w powstaniu wielkopolskim w szeregach Armii Wielkopolskiej. Służył w 1 batalionie telegraficznym, a od 1 kwietnia 1919 był w stopniu porucznika dowódcą 1 kompanii utworzonego wówczas 2 batalionu telegraficznego.
Po zjednoczeniu Armii Wielkopolskiej z Wojskiem Polskim z 10 grudnia 1919 został oficerem Wojska Polskiego; jego 2 batalion telegraficzny a jego oficerowie zostali przydzieleni do innych jednostek; w tym Zygmunt Ertel objął funkcję dowódcy 14 kompanii telegraficznej, działającej dla 14 Dywizji Piechoty. Brał udział w wojnie polsko-bolszewickiej 1920. Został awansowany do stopnia kapitana łączności ze starszeństwem z dniem 1 czerwca 1919. W 1923 jako oficer nadetatowy 3 pułku łączności służył w Departamencie VI Ministerstwa Spraw Wojskowych. Został awansowany do stopnia majora łączności ze starszeństwem z dniem 1 lipca 1923. Później jako oficer nadetatowy 1 pułku łączności w 1924 był oficerem łączności przy oficerem łącznikowym przy Dyrekcji Poczt i Telegrafów, a w 1928 służył w Komendzie Obszaru Warownego „Wilno”. Został awansowany do stopnia podpułkownika łączności ze starszeństwem z dniem 1 stycznia 1930. Następnie pełnił służbę na stanowisku szefa łączności 28 Dywizji Piechoty w Warszawie. Od 1930 był dowódcą 3 batalionu telegraficznego w Grodnie, a od 1 grudnia 1931, po przeprowadzonej reorganizacji, komendantem Kadry 3 batalionu telegraficznego w tym samym garnizonie. Z dniem 15 stycznia 1933 został przydzielony do dyspozycji Ministerstwa Poczt i Telegrafów na okres sześciu miesięcy. Z dniem 31 lipca 1933 został przeniesiony do rezerwy z jednoczesnym przeniesieniem do 7 batalionu telegraficznego w Poznaniu.
Po wybuchu II wojny światowej i agresji ZSRR na Polskę z 17 września 1939 na terenach wschodnich II Rzeczypospolitej został aresztowany przez Sowietów. Tam został zamordowany przez NKWD prawdopodobnie na wiosnę 1940. Jego nazwisko znalazło się na tzw. Ukraińskiej Liście Katyńskiej opublikowanej w 1994 (został wymieniony na liście wywózkowej 55/5-34 oznaczony numerem 3364). Ofiary tej części zbrodni katyńskiej zostały pochowane na otwartym w 2012 Polskim Cmentarzu Wojennym w Kijowie-Bykowni.
Jego żoną była Aldona z Wysockich.

## Ordery i odznaczenia
- Krzyż Srebrny Orderu Wojskowego Virtuti Militari nr 1060 – 13 kwietnia 1921[30][1]
- Krzyż Walecznych
- Medal Niepodległości (20 grudnia 1932)[31]
- Srebrny Krzyż Zasługi (16 marca 1928)[32]

## Upamiętnienie
Zygmunt Ertel został upamiętniony wraz z innymi wychowankami szkoły na tablicy pamiątkowej umieszczonej w I Liceum Ogólnokształcącym im. Jana Kompałły i Wojciecha Lipskiego w Ostrowie Wielkopolskim.
24 maja 2013, w ramach akcji „Katyń... pamiętamy” / „Katyń... Ocalić od zapomnienia”, przy kościele św. Jadwigi Królowej w Krakowie został zasadzony Dąb Pamięci honorujący Zygmunta Ertla.